# Firmin Jacobs (apotheker)
Firmin Adolf Jacobs (Nieuwrode, 17 april 1870 - Halen, 14 oktober 1926) was een Belgische apotheker en politicus.

## Levensloop
Firmin Jacobs werd apotheker in Halen. In 1921 werd hij er ook burgemeester. Hij bleef dit tot zijn dood in 1926. Naast apotheker was Jacobs ook brouwer van het bier Duc.
De Firmin Jacobslaan in Halen is naar hem genoemd. Hij is de vader van Etienne Jacobs, jarenlang burgemeester van Halen.